# اثر فلاتی

منحنی که فلاتی را بین قسمت‌های صعودی شیب دار نشان می‌دهد.

اثر فلاتی نیروی طبیعت است که در طول زمان اثرات اقداماتی که قبلاً مؤثر بوده‌اند را کاهش می‌دهد. به عنوان مثال کسی که ورزش می‌کند پس از مدتی اثر آن نسبت به قبل کمتر می‌شود همانند مفهوم بازده نزولی. شخص وارد دوره ای می‌شود که پیشرفتی حاصل نمی‌کند یا با کاهش در عملکرد مواجه می‌شود..

## نگاه اجمالی
اثر فلاتی ممکن است در یادگیری خود را نشان دهد، هنگامی که دانش آموزان کاهش بازدهی را از تلاش‌های خود تجربه می‌کنند. مطالعاتی دربارهٔ دانش آموزان دوران ابتدایی وجود دارد که نشان می‌دهد اثر فلاتی در سطح خواندن آنها در دوران بعد از ابتدایی وجود دارد. اثر فلاتی در منحنی فراموشی که توسط هرمان ابینگ هاوس توسعه داده شده نشان داده شده‌است.

## بهداشت و درمان و تناسب اندام
در تناسب اندام، اثر فلاتی ورزش به زمانی اشاره دارد که بدن به بعضی از محرک‌های خاص عادت می‌کند و بنابراین پاسخی به این محرک‌ها نمی‌دهد. غلبه بر اثر فلاتی معمولاً شامل تغییر در تمرین‌های فرد می‌شود که شامل اضافه کردن دوره استراحت، تغییر حجم تمرینات یا افزایش/کاهش وزنه مورد استفاده در تمرینات قدرتی می‌باشد.